# Большие Ключищи (разъезд)
Больши́е Ключи́щи — разъезд в Ульяновском районе Ульяновской области. Входит в состав Большеключищенского сельского поселения.

## География
Разъезд находится на расстоянии примерно 23 км (по прямой) к юго-западу от города Ульяновск, административного центра области.

### Часовой пояс
Разъезд Большие Ключищи, как и вся Ульяновская область, находится в часовой зоне МСК+1. Смещение применяемого времени относительно UTC составляет +4:00.

## Население
| 2010 | 2013 | 2015 |
| ---- | ---- | ---- |
| 20   | →20  | ↗26  |

### Национальный состав
Согласно результатам переписи 2002 года, в национальной структуре населения русские составляли 81 % из 26 чел.